# إعدام وهمي
الإعدام الوهمي حيلةٌ يُقنع فيها الضحية عمدًا ولكن كذبًا أنّ إعدامه أو إعدام شخص آخر وشيكُ الحدوث أو أنه سيحدث مباشرةً، وأنه سيُساق حالًا إلى حتفه. قد يتضمن ذلك عَصب أعين الضحايا، أو إخبارهم بأنهم على وشك الموت، أو جعلهم يتمنّون أمنياتهم الأخيرة، أو إرغامهم على حفر قبورهم بأنفسهم، أو إجبارهم على إعدام أنفسهم بسلاحٍ فارغ، أو إطلاق النار بالقرب منهم ولكن ليس عليهم، أو إطلاق الرصاص الفارغ عليهم. يُصنّف الإعدام الوهمي على أنه تعذيب نفسي لما يسبّبه من أضرار سيكولوجية، إذ يعمل على إثارة ذُعر شخصٍ بإقناعه على أنه على وشك أن يُعدم أو يشهد إعدام شخص آخر. يمكن أن تؤدي الصدمة النفسية الناتجة عنه إلى الاكتئاب واضطرابات القلق واضطراب ما بعد الصدمة وغيرها من الاضطرابات العقلية أخرى.

## أمثلة تاريخية

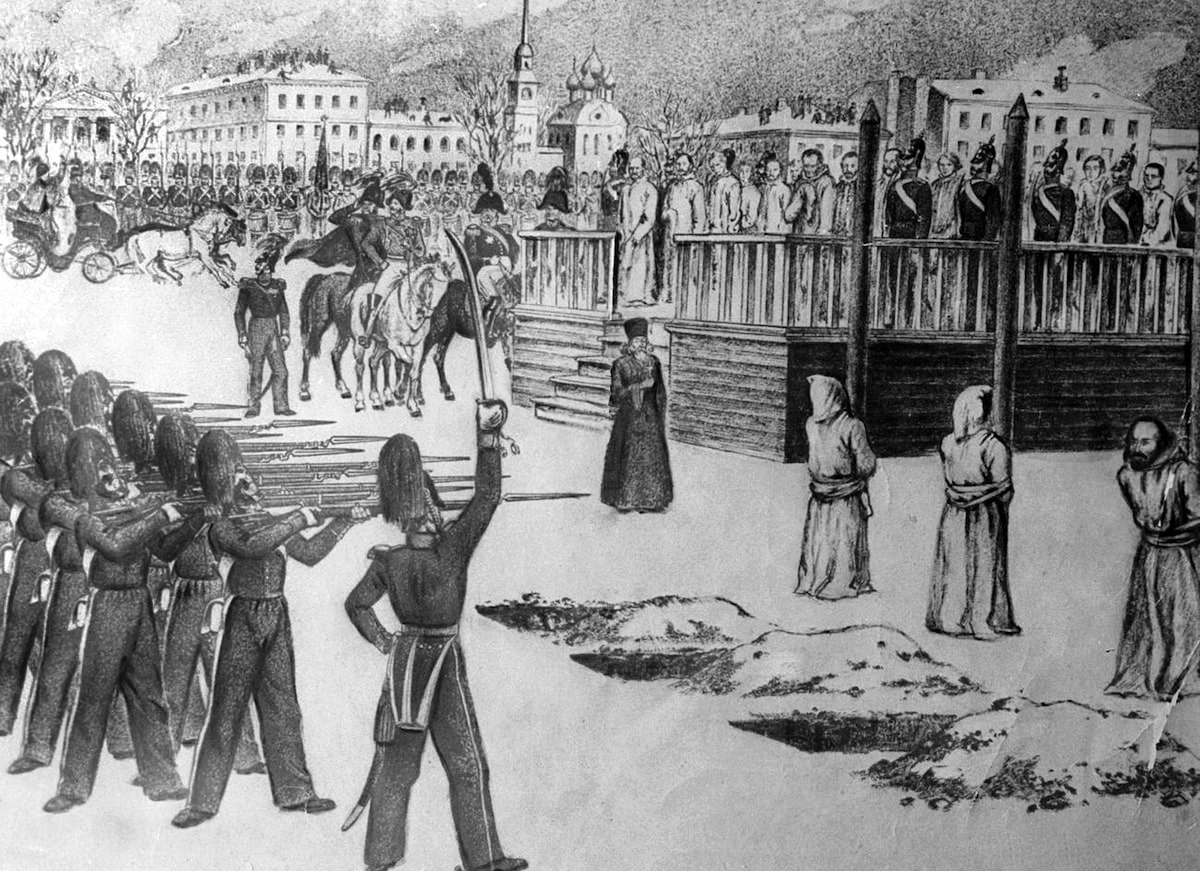
أعضاء رابطة بتراشيفسكي، ومنهم الكاتب فيودور دوستويفسكي، وهم يعيشون طقوس إعدام وهمي، في سانت بطرسبرغ، سيميونوف بلاز عام 1849.
- رسم بوكروفسكي

- عام 1849، أُدين أعضاء الرابطة الروسية السياسية بتراشيفسكي، بما في ذلك الكاتب فيودور دوستويفسكي، بتهمة الخيانة العظمى وحُكم عليهم بالإعدام رميًا بالرصاص، ومع أنّ الحكم خُفّف إلى الأشغال الشاقة، بقي الأمر سرًّا ولم يُطلع السجناء عليه إلا بعد الانتهاء من جميع استعدادت الإعدام.[1] وصف دوستويفسكي تجربته هذه في روايته الأبله.[2]
- عام 1968، تعرّض الضابط لويد إم. بوتشر، قائد السفينة الأمريكية يو إس إس بويبلو، للتعذيب ومحاولة إعدامٍ بالرصاص مزيّفة على يد المستوجبين في محاولةٍ لإجباره على الاعتراف.
- تعرّض الرهائن الأمريكيون المحتجزون لدى إيران عام 1979 لتجربه إعدام وهمية على يد معتقليهم.
- كُشفت في ديسمبر عام 2004 تقارير عن عمليات إعدام وهمية نفذتها قوات مشاة البحرية الأمريكية ضد معتقلين في العراق،[3] حيث نشر اتحاد الحريات المدنية الأمريكي وثائق داخلية تخص خدمة التحقيقات الجنائية البحرية (NCIS) تم الحصول عليها بفضل قانون حرية المعلومات. كُتبت الوثائق بعد سبعة أسابيع من نشر الصور التي أثارت فضيحة إساءة معاملة السجناء والتعذيب في سجن أبي غريب.
- عام 2000، أُخضع رهائن عسكريون بريطانيون في سيراليون لعمليات إعدام وهمية على يد ويست سايد بويز لإجبارهم على الإفصاح عن معلومات.
- في أبريل 2003، ألقى المقدم الأمريكي ألين ويست القبض على الضابط العراقي يحيى قدوري حمودي واستجوبه زاعمًا أنّه كان يخطط لهجومٍ على وحدته. بعد أن تعرّض حمودي للضرب على يد مترجمٍ وجنودٍ أمريكيين آخرين، أخرج ويست حمودي من غرفة الاستجواب وأراه ستة جنود أمريكيين مسلّحين، قائلًا: «إما أن تتكلّم أو سيقتلوك»، ومن ثمّ وضع ويست رأس حمودي في برميل مملوء بالرمال يُستخدم لتنظيف الأسلحة، ووضع بندقيته في البرميل وأطلق النار بالقرب من رأسه. أفصح حمودي بعدها لويست عن الأسماء والموقع والأساليب المتعلقة بالكمين المزعوم، رغم أنه لم يحصل أبدًا ولم يُعثر على أية دليل أو خطط متعلقة به. أُفرج عن حمودي دون توجيه أية تُهم إليه بينما اُتّهم ويست بانتهاك قانونين أساسيين من قوانين قانون القضاء العسكري المُوحّد، ولكن أُسقطت التّهم لاحقًا بعد تغريم ويست بمبلغ 5000 دولار وسُمح له بالاستقالة من منصبه من الجيش دون محاكمة عسكرية.[4]
- عام 2014، تعرّض الصحفي جيمس فولي لعمليات إعدام وهمية على يد مسلحي داعش قبل قطع رأسه. تفيد التقارير بأن عمليات الإعدام الوهمية أسلوبُ تعذيبٍ شائعٍ يستخدمه تنظيم الدولة الإسلامية. [5]